# Houstonia canadensis
Houstonia canadensis är en måreväxtart som beskrevs av Carl Ludwig von Willdenow, Johann Jakob Roemer och Schult.. Houstonia canadensis ingår i släktet Houstonia och familjen måreväxter. Inga underarter finns listade i Catalogue of Life.